# Holubí dante
Holubí Dante je třetí studiové album Michala Prokopa a skupiny Framus Five. Vydáno bylo v roce 1980 u Pantonu, v reedici vyšlo roku 2002 u labelu Sony music / Bonton. Hudbu vyjma jedné písně složil frontman kapely Michal Prokop, na textech se podíleli Pavel Vrba, Jan Krůta, František Novotný, Vladimír Poštulka a Jiří Oulík.
Reedice z roku 2002 obsahuje šest bonusových skladeb.

## Obsazení
Obsazení skupiny:
- Michal Prokop – zpěv, kytara
- Ivan Trnka – klavír
- Michal Bláha – baskytara
- Milan Vitoch – bicí
- Rudolf Chundela – kytara

## Skladby
1. Prolog (M. Prokop) 1:53
2. Kolik (M. Prokop/J. Oulík) 4:26
3. Noc je dlouhá (M. Prokop/Vl. Poštulka) 4:37
4. Blues o víkendu, od kterého jsem si tolik sliboval (D. Dobiáš/J. Krůta) 2:40
5. Holubí dante (M. Prokop/P. Vrba) 6:50
6. Závrať (M.Prokop/J. Oulík) 5:10
7. Tvůj svět - tvé zázemí (M. Prokop/Fr. Novotný) 4:44
8. Všichni, kteří hráli s námi (M. Prokop/Vl. Poštulka) 9:01

Bonusy v reedici
1. Všechno mi dej (M. Prokop/J. Oulík) 3:39
2. Vlasy (M. Prokop/J. Oulík) 3:55
3. Svítá (J. Ježek/J. Voskovec/J. Werich) 2:53
4. Zvonky (M. Prokop/J. Oulík) 2:53
5. Za záclonou bytu č. 308 (M. Prokop/J. Oulík) 4:39
6. Já báb rýbu (M. Prokop/F. R. Čech) 4:25